# Puchar Uzdrowisk Karpackich
A Puchar Uzdrowisk Karpackich (em português: Copa dos Carpatos) é uma competição de ciclismo profissional de um dia polaca que se disputa no Voivodia da Subcarpácia; no mês de agosto, um dia após o Memorial Henryka Lasaka e seis antes do Puchar Ministra Obrony Narodowej.
Criou-se em 2000 e desde 2002 passou a ser uma corrida UCI de categoria 1.5 (última categoria do profissionalismo) disputando-se em setembro para passar a disputar-se em agosto desde a seguinte edição. Desde a criação dos Circuitos Continentais UCI em 2005 faz parte de UCI Europe Tour, dentro da categoria 1.2 (igualmente última categoria do profissionalismo).

## Palmarés
| Ano  | Vencedor              | Segundo            | Terceiro             |           |
| ---- | --------------------- | ------------------ | -------------------- | --------- |
| 1999 | Zbigniew Piątek       | Tomasz Brożyna     | Cezary Zamana        |           |
| 2000 | Piotr Wadecki         | Arkadiusz Wojtas   | Piotr Chmielewski    |           |
| 2002 | Tomasz Lisowicz       | Dariusz Skoczylas  | Zbigniew Wyrzykowski |           |
| 2003 | Ján Valach            | Roman Broniš       | Cezary Zamana        |           |
| 2004 | Arkadiusz Wojtas      | Marek Rutkiewicz   | Oleksandr Klymenko   |           |
| 2005 | Radosław Romanik      | Wojciech Pawlak    | Maroš Kováč          |           |
| 2006 | Roman Broniš          | Mart Ojavee        | Mariusz Witecki      |           |
| 2007 | Mateusz Mróz          | Kazimierz Stafiej  | Serguei Firsanov     |           |
| 2008 | Mariusz Witecki       | Dariusz Baranowski | Maroš Kováč          |           |
| 2009 | Mathias Belka         | Jacek Morajko      | Oleksandr Sheydyk    |           |
| 2010 | Marek Rutkiewicz      | Tomasz Marczyński  | Jacek Morajko        |           |
| 2011 | Jacek Morajko         | Marek Rutkiewicz   | Kristjan Fajt        |           |
| 2012 | Sylwester Janiszewski | Steffen Radochla   | Robert Radosz        |           |
| 2013 | Adrian Honkisz        | Karel Hník         | Jacek Morajko        |           |
| 2014 | Paweł Franczak        | Adam Stachowiak    | Oleksandr Prevar     |           |
| 2015 | Adrian Honkisz        | Roman Maikin       | Łukasz Owsian        |           |
| 2016 | Antonio Parrinello    | Peeter Pruus       | Michał Podlaski      |           |
| 2017 | Maciej Paterski       | Paweł Bernas       | Marek Rutkiewicz     |           |
| 2018 | Maciej Paterski       | Michał Podlaski    | Mateusz Grabis       |           |
| 2019 | John Mandrysch        | Patrik Tybor       | Siim Kiskonen        |           |
| 2020 | cancelado             | cancelado          | cancelado            | cancelado |
| 2021 | cancelado             | cancelado          | cancelado            | cancelado |

## Palmarés por países
| País       | Vitórias |
| ---------- | -------- |
| Polónia    | 13       |
| Eslováquia | 2        |
| Alemanha   | 1        |
| Itália     | 1        |